# Villalmonte
Villalmonte es una localidad española perteneciente al municipio de Valderrueda, en la parte nororiental de la provincia de León, comunidad autónoma de Castilla y León.  
Limita al norte con Prioro, por cuyo límite y en terrenos de Villalmonte pasa un tramo de la Cañada Real Leonesa Oriental; al oeste con La Red de Valdetuéjar y Las Muñecas, al sur con El Otero de Valdetuéjar y Renedo de Valdetuéjar, y al este con Morgovejo. En algunos documentos antiguos (siglo XIX y anteriores) figura como "Villa del Monte". 

## Comunicaciones

### Carreteras
Se accede desde Puente Almuhey por la carretera: 

- Carretera provincial CV-131-14

Desde el Otero de Valdetuéjar por la carretera:
- Carretera provincial LE-4919

A Puente Almuhey se accede por:
- Carretera autonómica   CL-626  Guardo- La Magdalena.
- Carretera provincial   LE-232  Sahagún- Puente Almuhey.
- Carretera provincial   LE-234  Puente Almuhey -Prioro (Continúa hasta Riaño).

### Ferrocarril
- Estación de tren de FEVE más próxima en Puente Almuhey, correspondiente a la línea León-Bilbao del Ferrocarril de La Robla.

## Fiestas y tradiciones
- La fiesta patronal se celebraba el 8 de septiembre, actualmente se celebra el viernes posterior al 15 de agosto.

En estos pueblos, que la emigración de la mitad en adelante del siglo pasado ha dejado 'boqueando', a las costumbres (que eran casi leyes), fiestas, deportes, juegos etc. Les ha llegado un 'balón de oxígeno' con el retorno de sus nativos o los hijos de estos en los periodos vacacionales.
Así tenemos la superviviente Aluche (Lucha Leonesa) una lucha cuerpo a cuerpo con una existencia probable de varios milenios. Otras a citar y con diversa suerte son costumbres como La Hila, La Ronda,en fiestas mayores La diana, en Reyes Pedir los Chorizos, o juego de Los Bolos, infantiles como El Pite, El Calvo o La Picota que se quemaba en Antruido y otros que el cambio producido en la sociedad en estos últimos cincuenta años, prácticamente los ha hecho desaparecer. 